# チェスト (曲)
「チェスト」は、日本のミクスチャー・ロックバンド、ORANGE RANGEの7枚目のシングル。

## 解説
オリコン初登場1位。メンバーは当初、「絶対に1位は取れない曲」と宣言していながらも、1位を獲得する。
10万枚限定生産だったが、オリコンでの累計売り上げは11万枚を超えている。これは、オリコンは集計店での売り上げを全国規模に換算して数字を『推定売り上げ枚数』として算出しているためである。他のアーティストにも、限定生産数以上が売り上げとして記録されている作品はいくつか存在している。
レーベルゲートCD2仕様。
NAOTOのクレジット欄は｢guitar｣のみだった。

## 詳細
- 作詞・作曲:ORANGE RANGE
- Original Key=Em

## 収録曲
1. チェスト [2:13]
『ちゅらさん3』の挿入歌。「キリキリマイ」、「TWISTER」に続くハードロック。
ツアー先のホテルで録音したらしく、2分10秒という短い曲だが、メンバーは「激しく、とても疲れる曲」と語っている。
元の曲名は「BUSTERS」であったが、メンバーが「空手バカ一代」にはまっていたので、作品中の掛け声の「チェスト」に変更になった。
曲の中で極小の声だが「キリキリマイ キリキリマイ」と言っており、歌詞カードには未掲載だがカラオケで表示されていることがある。
PVではHIROKIとYAMATO、NAOTOとYOHの立ち位置がなぜか普段とは逆になっている。
『Squeezed』にリミックスバージョンが収録されている。
2. 修二君
作詞：HIROPES、作曲：ナオトリン。この構成がのちのフィーチャリング名義として使われている「ソイソース」の原点とも言える。
元は『チェスト』と同じメロディーだった。
「彼女いない暦＝年齢」の「修二君」が初合コンに参加するというテーマのコント形式の曲。なお「修二君」の由来は「終止符を何度か言い続けると修二君に聞こえるから」らしい。
事実上HIROKIのソロ曲である。
3. キリキリマイ DISCO MIX
「ターミネーターズ」によるRemix。
4. チェスト LIVE MIX featuring Paul Gilbert
ポール・ギルバートのギターを加えた擬似ライブバージョン。

## トリビュート
- 『The songs for DEATH NOTE the movie 〜the Last name TRIBUTE〜』の3曲目に「チェスト」が収録されている。